# Vaudesson
Vaudesson é uma comuna francesa na região administrativa de Altos da França, no departamento de Aisne. Estende-se por uma área de 8,42 km². Em 2010 a comuna tinha 243 habitantes (densidade: 28,9 hab./km²).